# Christian Emilius Reich
Christian Emilius Reich, född den 18 april 1822 i Köpenhamn, död där den 14 juli 1865, var en dansk militär.
Reich blev 1842 löjtnant i artilleriet. De följande åren tjänstgjorde han som konstruktör vid artillerimaterielen och var i kriget 1848–1850 adjutant hos artilleriets chef samt deltog som sådan i de flesta träffningarna. År 1851 blev Reich lärare vid krigshögskolan (han utgav 1854 Forelæsninger i Ballistik), 1855 sekreterare i befästningskommissionen och 1856 direktör i krigsministeriet (till 1863) samt därjämte 1856 kungavald medlem av riksrådet. Där röstade han i regel med Andræ, dock ej emot novemberförfattningen 1863. Under 1864 års krig var Reich som överstelöjtnant stabschef hos general Lunding i Fredericia och blev i maj krigsminister. Han var den ende minister, som röstade för antagandet av skiljedom i fråga om delningslinjen i Slesvig, då han inte trodde på någon gynnsam utgång av krigets förnyelse. I juli 1864 avgick Reich liksom den övriga ministären Monrad och var till sin död chef för krigshögskolan.

## Utmärkelser
- Riddare av Dannebrogorden,  1848[2]
- Dannebrogsmännens hederstecken,  1856[2]
- Kommendör av Dannebrogorden,  1864[2]
- Kommendör av första graden av Dannebrogorden,  1864[2]

[Redigera Wikidata]